# Sciades papuensis
Sciades papuensis là một loài bọ cánh cứng trong họ Cerambycidae.